# المكسورة (بعدان)

تعديل مصدري - تعديل

المكسورة محلة تابعة لقرية عرهان، التابعة لعزلة الحيث بمديرية بعدان إحدى مديريات محافظة إب في الجمهورية اليمنية، بلغ تعداد سكانها 69 حسب تعداد اليمن لعام 2004.